# Graptopetalum saxifragoides var. fariniferum
Graptopetalum saxifragoides var. fariniferum és una planta suculenta varietat de l'espècie Graptopetalum saxifragoides del gènere Graptopetalum, de la família de les Crassulaceae.

## Descripció
És una planta suculenta perenne, que forma rosetes de 3,5 cm de diàmetre i de 2 a 5 cm d'alçada.
Les fulles són aplanades-subulades, de 8 a 15 mm de llarg, de 3 a 5 mm d'ample, de 2 a 2,5 mm de gruix, farinoses, àpex lleugerament enrogit.
Les inflorescències, una o dues per roseta, són erectes a decumbents, sense ramificar, de 12 a 15 cm de llarg, els 4 a 5 cm basals sense flors, bràctees semblants a les fulles, de 7 a 10 mm de llargada, aprox. 2 mm d'ample.
Les flors, de 9 a 11 per cincí, de 17 mm de diàmetre, els pètals amb l'àpex una mica recorbat, els 2 a 3 mm apicals completament marró vermellós, i la resta del pètal amb punts marró vermellós.

## Distribució
Planta endèmica de l'estat de Zacatecas, Mèxic.

## Taxonomia
Graptopetalum saxifragoides var. fariniferum va ser descrita per Kimnach, Myron William i publicada a Cactus and Succulent Journal 75: 158. 2003.

### Etimologia
Graptopetalum: nom genèric que deriva de les paraules gregues: γραπτός (graptos) per a "escrits", pintats i πέταλον (petalon) per a "pètals" on es refereix als generalment pètals tacats.
saxifragoides: epítet llatí que significa 'amb forma de saxífraga', que en llatí significa 'trencadora de pedres'.
fariniferum: epítet llatí que significa 'amb farina'.